# Dichterlos
Dichterlos è un cortometraggio muto del 1913 diretto da Joseph Delmont. Il film segna il debutto cinematografico come attore e sceneggiatore dell'austriaco Fred Sauer che, proveniente dal teatro, sarebbe poi diventato uno dei più popolari registi del cinema di intrattenimento all'epoca del cinema muto e dei primi anni trenta.

## Produzione
Il film fu prodotto dalla casa di produzione berlinese Eiko Film GmbH.

## Distribuzione
Il film, un cortometraggio in due bobine di 700 metri, uscì nelle sale cinematografiche tedesche il 17 gennaio 1913.